# Osmunda japonica
Осмунда японська, азійська королівська папороть (Osmunda japonica)  - папороть із роду Osmunda, що походить із Східної Азії, включаючи Японію, Китай, Корею, Тайвань та крайній схід Росії на Сахаліні. Його називають кобі ( 고비 ) корейською та дзенмай (ゼンマイ;薇) японською мовою.

## Будова
Це листопадна трав’яниста рослина, яка має окремі плодючі та стерильні листя. Стерильні листя мають до 80–100 см заввишки; родючі листя прямостоячі і коротші, 20–50 см заввишки.
Він росте у вологих лісових масивах і може переносити відкрите сонячне світло лише в дуже вологому грунті. 
Родючі листя набувають коричневого кольору і містять спори. Стерильні (вегетативні) листя нагадують за формою Osmunda regalis (королівський папороть).

## Використання
У деяких районах Китаю (там вона називається 蕨菜 або juecai на мандарині), Тибеті і Японії (там вона називається дзенмай  японською мовою), молоді листочки або рахіси з папороть айва японська використовується як овоч. У Кореї теж, ці молоді пагони зазвичай використовується, щоб зробити страви, такі як намуль.

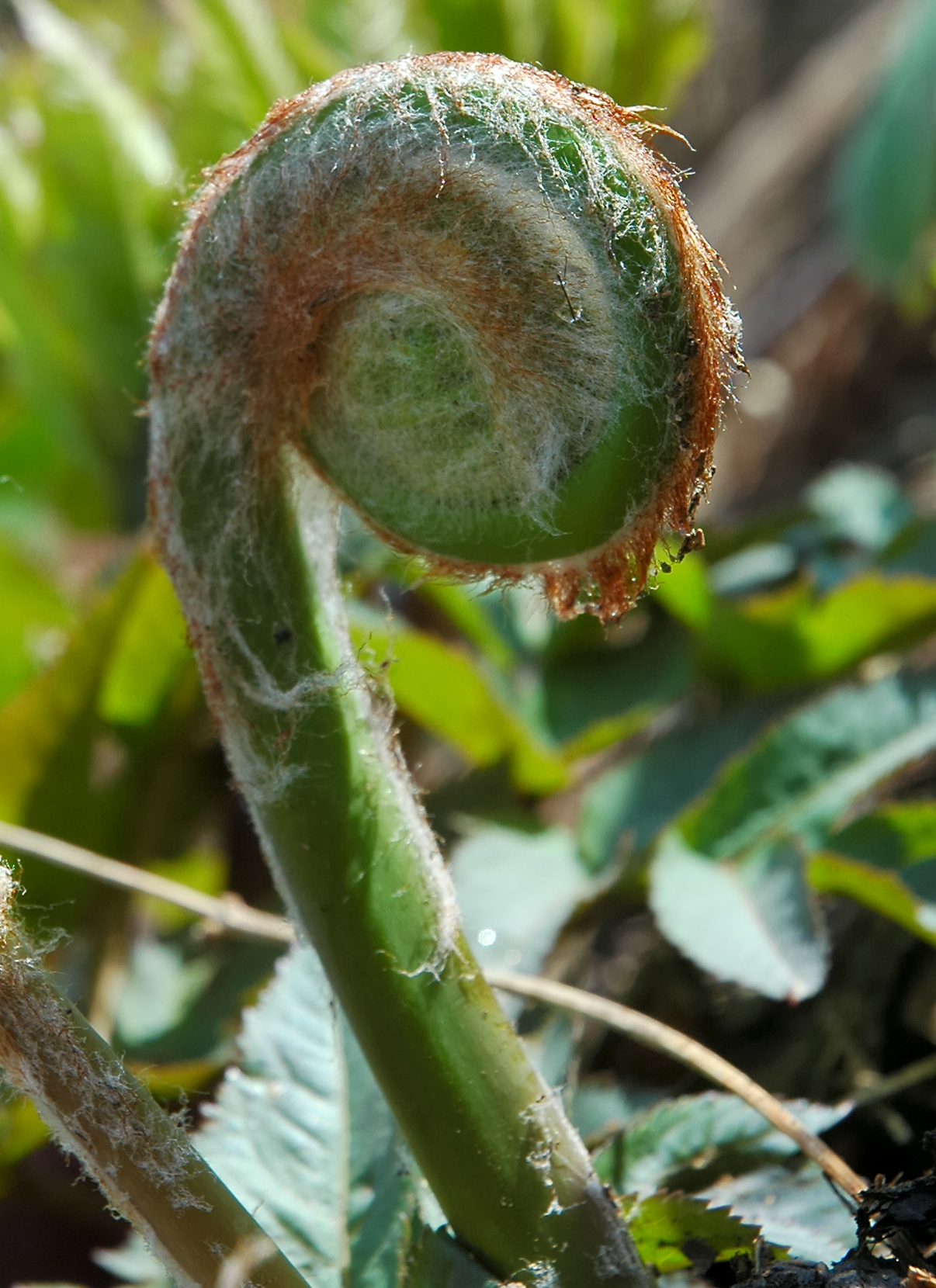
Молодий пагон навесні
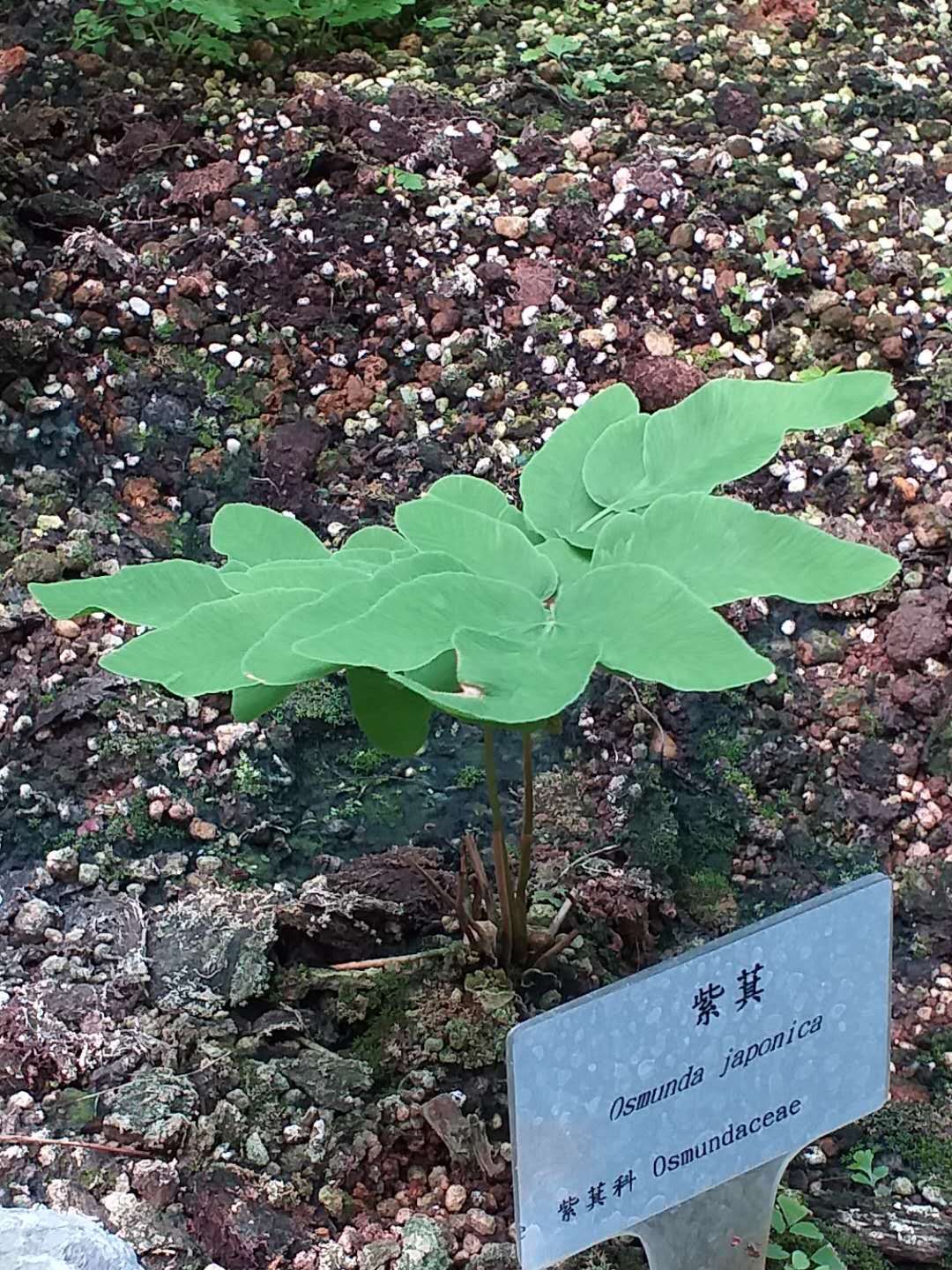
Молода рослина